# 蔣賁
蔣賁（1514年—？），字子素，廣西桂林府全州人，民籍，明朝政治人物。

## 生平
廣西鄉試第二十八名舉人。嘉靖二十三年（1544年）中式甲辰科會試第三百三名，登第三甲第二十名進士。

## 家族
曾祖蔣鍵；祖父蔣基；父蔣曉，母唐氏。慈侍下。兄蒋贤（省祭官）、蒋员。